# Liste des circonscriptions législatives d'Éthiopie
Cet article présente les circonscriptions législatives éthiopiennes. Ce découpage électoral est relatif aux élections législatives pour la Chambre des représentants des peuples. Dans la hiérarchie des divisions administratives, les circonscriptions se situent au niveau inférieur aux zones. Les circonscriptions sont ici classées selon la ville-région et selon l'Etat fédéré.

## Circonscriptions des villes-régions

### Circonscriptions d'Addis-Abeba
| Circonscriptions | Zone   |
| ---------------- | ------ |
| Woreda 3         | Zone 1 |
| Woreda 4         | Zone 1 |
| Woreda 5         | Zone 1 |
| Woreda 6         | Zone 1 |
| Woreda 20        | Zone 2 |
| Woreda 21/22     | Zone 2 |
| Woreda 23        | Zone 2 |
| Woreda 24        | Zone 2 |
| Woreda 17        | Zone 3 |
| Woreda 18        | Zone 3 |
| Woreda 19        | Zone 3 |
| Woreda 28        | Zone 3 |
| Woreda 1/9       | Zone 4 |
| Woreda 11        | Zone 4 |
| Woreda 12/13     | Zone 4 |
| Woreda 15        | Zone 4 |
| Woreda 16        | Zone 4 |
| Woreda 10        | Zone 5 |
| Woreda 2-14      | Zone 5 |
| Woreda 7         | Zone 5 |
| Woreda 8         | Zone 5 |
| Woreda 25        | Zone 5 |
| Woreda 26/27     | Zone 6 |

### Circonscriptions de Dire Dawa
| Circonscriptions | Zone      |
| ---------------- | --------- |
| Dire Dawa 1      | Dire Dawa |
| Dire Dawa 2      | Dire Dawa |

## Circonscriptions desÉtats fédérés

### Circonscriptions de l'État de l'Afar
| Circonscriptions | Zone   |
| ---------------- | ------ |
| Gullina          | Zone 4 |
| Asahita          | Zone 1 |
| Dufti            | Zone 1 |
| Abeala           | Zone 2 |
| Amibara          | Zone 3 |
| Awash Fentale    | Zone 3 |
| Gewane           | Zone 3 |
| Delifagie        | Zone 5 |

### Circonscriptions de l'ÉtatAmhara
| Circonscriptions              | Zone              |
| ----------------------------- | ----------------- |
| Baher Dar ville               | Baher Dar         |
| Belessa                       | Zone Nord Gonder  |
| Bugina                        | Zone Nord Wollo   |
| Dehana                        | Zone Wag Hemra    |
| Gonji                         | Zone Ouest Godjam |
| Gozamin                       | Zone Est Godjam   |
| Ebenat 1er                    | Zone Sud Gonder   |
| Alefa Takussa 2e              | Zone Nord Gonder  |
| Adiss Kidam                   | Zone Agew Awi     |
| Gemeja Bet                    | Zone Agew Awi     |
| Kilaj                         | Zone Agew Awi     |
| Kossober                      | Zone Agew Awi     |
| Amanuale                      | Zone Est Godjam   |
| Amber                         | Zone Est Godjam   |
| Bichena                       | Zone Est Godjam   |
| Debre Elyas                   | Zone Est Godjam   |
| Debre Work                    | Zone Est Godjam   |
| Dejen                         | Zone Est Godjam   |
| Digo-Tsiyon                   | Zone Est Godjam   |
| Gonido-Weyen                  | Zone Est Godjam   |
| Kuye                          | Zone Est Godjam   |
| Lumamie                       | Zone Est Godjam   |
| Merto Lemariam                | Zone Est Godjam   |
| Mota                          | Zone Est Godjam   |
| Rebue Gebeya                  | Zone Est Godjam   |
| Sedie                         | Zone Est Godjam   |
| Ye'ede Wiha                   | Zone Est Godjam   |
| Yejubie                       | Zone Est Godjam   |
| Alefa Takusa 1er              | Zone Nord Gonder  |
| Beyeda                        | Zone Nord Gonder  |
| Chilga 2e                     | Zone Nord Gonder  |
| Debarik                       | Zone Nord Gonder  |
| Dembia 1er                    | Zone Nord Gonder  |
| Dembia 2e                     | Zone Nord Gonder  |
| Gonder Zuria 3e               | Zone Nord Gonder  |
| Gonder Zuria 4e               | Zone Nord Gonder  |
| Janamora                      | Zone Nord Gonder  |
| Lay Armachiho                 | Zone Nord Gonder  |
| Matebia/Qura                  | Zone Nord Gonder  |
| Wegera 1er                    | Zone Nord Gonder  |
| Wegera 2e                     | Zone Nord Gonder  |
| Alem Ketema                   | Zone Nord Shoa    |
| Afieson                       | Zone Nord Shoa    |
| Majite                        | Zone Nord Shoa    |
| Mehal Mieda                   | Zone Nord Shoa    |
| Meragna                       | Zone Nord Shoa    |
| Rabel                         | Zone Nord Shoa    |
| Delanta                       | Zone Nord Wollo   |
| Gidane                        | Zone Nord Wollo   |
| Gubelafito                    | Zone Nord Wollo   |
| Kobo                          | Zone Nord Wollo   |
| Mekiet 1er                    | Zone Nord Wollo   |
| Mekiet 2e                     | Zone Nord Wollo   |
| Wadla-Dawint                  | Zone Nord Wollo   |
| Bati                          | Zone Oromia       |
| Chefa Robit                   | Zone Oromia       |
| Dawa Chefa                    | Zone Oromia       |
| Dera 1er                      | Zone Sud Gonder   |
| Ebinat 2e                     | Zone Sud Gonder   |
| Esitie 1er                    | Zone Sud Gonder   |
| Esitie 2e                     | Zone Sud Gonder   |
| Esitie 3e                     | Zone Sud Gonder   |
| Farita 2e                     | Zone Sud Gonder   |
| Farita 3e                     | Zone Sud Gonder   |
| Fogera 1er                    | Zone Sud Gonder   |
| Fogera 2e                     | Zone Sud Gonder   |
| Kemkem 1er                    | Zone Sud Gonder   |
| Kemkem 2e                     | Zone Sud Gonder   |
| Lay Gayint 1er                | Zone Sud Gonder   |
| Lay Gayint 2e                 | Zone Sud Gonder   |
| Semada 1er                    | Zone Sud Gonder   |
| Semada 2e                     | Zone Sud Gonder   |
| Tache Gayint                  | Zone Sud Gonder   |
| Alebiko                       | Zone Sud Wollo    |
| Debresina 1er                 | Zone Sud Wollo    |
| Debresina 2e                  | Zone Sud Wollo    |
| Jamma/Degolo                  | Zone Sud Wollo    |
| Kelala                        | Zone Sud Wollo    |
| Kutaber                       | Zone Sud Wollo    |
| Sayint 1er                    | Zone Sud Wollo    |
| Mekdela                       | Zone Sud Wollo    |
| Sayint 2e                     | Zone Sud Wollo    |
| Tenta                         | Zone Sud Wollo    |
| Were'elu                      | Zone Sud Wollo    |
| Weyineamba                    | Zone Sud Wollo    |
| Sekota                        | Zone Wag Hemra    |
| Ziquala Agew                  | Zone Wag Hemra    |
| Argoba Liyu                   | Zone Nord Shoa    |
| Chagni                        | Zone Agew Awi     |
| Dangila                       | Zone Agew Awi     |
| Yechereka                     | Zone Agew Awi     |
| Debre Markos                  | Zone Est Godjam   |
| Chilga 1er                    | Zone Nord Gonder  |
| Dabat                         | Zone Nord Gonder  |
| Gonder ville 1er              | Zone Nord Gonder  |
| Gonder ville 2e               | Zone Nord Gonder  |
| Metema                        | Zone Nord Gonder  |
| Tach Armachiho 2e             | Zone Nord Gonder  |
| Arerti                        | Zone Nord Shoa    |
| Chacha                        | Zone Nord Shoa    |
| Debresina (Nord Shoa, Amhara) | Zone Nord Shoa    |
| Deneba                        | Zone Nord Shoa    |
| Molalie                       | Zone Nord Shoa    |
| Robit                         | Zone Nord Shoa    |
| Shola Gebeya                  | Zone Nord Shoa    |
| Dera 2e                       | Zone Sud Gonder   |
| Ankober                       | Zone Nord Shoa    |
| Debrebrehan                   | Zone Nord Shoa    |
| Keyit                         | Zone Nord Shoa    |
| Farita 1er                    | Zone Sud Gonder   |
| Dessie ville                  | Zone Sud Wollo    |
| Dessie Zuria 2e               | Zone Sud Wollo    |
| Kalu 1er                      | Zone Sud Wollo    |
| Kalu 2e                       | Zone Sud Wollo    |
| Tehulderie 2e                 | Zone Sud Wollo    |
| Tehulderie 1er                | Zone Sud Wollo    |
| Werebabo                      | Zone Sud Wollo    |
| Legambo                       | Zone Sud Wollo    |
| Adet                          | Zone Ouest Godjam |
| Bure Wereda                   | Zone Ouest Godjam |
| Dega Damot                    | Zone Ouest Godjam |
| Dembecha                      | Zone Ouest Godjam |
| Durbete                       | Zone Ouest Godjam |
| Finote Selam                  | Zone Ouest Godjam |
| Gercheche                     | Zone Ouest Godjam |
| Jiga                          | Zone Ouest Godjam |
| Liben                         | Zone Ouest Godjam |
| Merawi                        | Zone Ouest Godjam |
| Quarit                        | Zone Ouest Godjam |
| Tis Abay                      | Zone Ouest Godjam |
| Wemberma                      | Zone Ouest Godjam |
| Zegemeshint                   | Zone Ouest Godjam |
| Ambasel                       | Zone Sud Wollo    |
| Habiru                        | Zone Nord Wollo   |
| Sekela                        | Zone Ouest Godjam |
| Tilili                        | Zone Agew Awi     |

### Circonscriptions de l'ÉtatBenishangul-Gumaz
| Circonscriptions     | Zone         |
| -------------------- | ------------ |
| Assosa Hoha/Hobeesha | Zone Asosa   |
| Assosa Megele        | Zone Asosa   |
| Daleti Regular       | Zone Asosa   |
| Mao Komo Special     | Zone Asosa   |
| Sherkole             | Zone Asosa   |
| Kemashi              | Zone Kamashi |
| Metekel              | Zone Metekel |
| Bulen                | Zone Metekel |
| Bambasi              | Zone Asosa   |

### Circonscriptions de l'État despeuples Gambela
| Circonscriptions | Zone          |
| ---------------- | ------------- |
| Gambela Regular  | Zone Agnuak   |
| Larie            | Zone Mezenger |
| Guderie          | Zone Mezenger |

### Circonscriptions de l'État dupeuple Hareri
| Circonscriptions       | Zone        |
| ---------------------- | ----------- |
| Jegol Special          | Zone Harari |
| Jegol Zuria et Hundene | Zone Harari |

### Circonscriptions de l'État desnations, nationalités et peuples du Sud
| Circonscriptions         | Zone                          |
| ------------------------ | ----------------------------- |
| Damot Weide 2e           | Zone Wolaita                  |
| Alaba 1er                | Zone Alaba Special            |
| Alaba 2e                 | Zone Alaba Special            |
| Ameya                    | Zone Dawro                    |
| Basketo Special          | Zone Gamo Gofa                |
| Dizi Special             | Zone Bench Maji               |
| Majit Regular            | Zone Bench Maji               |
| Meinaet Special          | Zone Bench Maji               |
| Mizan Teferi             | Zone Bench Maji               |
| Shoa Bench               | Zone Bench Maji               |
| Surma Special            | Zone Bench Maji               |
| Isera Tocha              | Zone Dawro                    |
| Lomabosa                 | Zone Dawro                    |
| Mareka Gena              | Zone Dawro                    |
| Arbaminch Zeysie Special | Zone Gamo Gofa                |
| Hamer Special            | Zone Sud Omo                  |
| Ayida Special            | Zone Gamo Gofa                |
| Basketo Regular          | Zone Gamo Gofa                |
| Birbir                   | Zone Gamo Gofa                |
| Geresie                  | Zone Gamo Gofa                |
| Gewada Special           | Zone Gamo Gofa                |
| Gidole Regular           | Zone Gamo Gofa                |
| Gofa 1er                 | Zone Gamo Gofa                |
| Gofa 2e                  | Zone Gamo Gofa                |
| Kemba                    | Zone Gamo Gofa                |
| Konso                    | Zone Gamo Gofa                |
| Melo Koza                | Zone Gamo Gofa                |
| Selambera                | Zone Gamo Gofa                |
| Uba Debre Tsehay         | Zone Gamo Gofa                |
| Zela Deremalo            | Zone Gamo Gofa                |
| Bule                     | Zone Gedeo                    |
| Burji Special            | Zone Gedeo                    |
| Fiseha Genet             | Zone Gedeo                    |
| Kele/Amaro Special       | Zone Gedeo                    |
| Wenago 1er               | Zone Gedeo                    |
| Wenago 3e                | Zone Gedeo                    |
| Yirga Chefe 1er          | Zone Gedeo                    |
| Yirga Chefe 2e           | Zone Gedeo                    |
| Gumer 1er                | Zone Gurage                   |
| Yem Special              | Zone Gurage                   |
| Lemo 2e                  | Zone Hadiya                   |
| Lemo 3e                  | Zone Hadiya                   |
| Soro 2e                  | Zone Hadiya                   |
| Adiya Kaka               | Zone Keffa                    |
| Bita Gesha               | Zone Keffa                    |
| Chiri Special            | Zone Keffa                    |
| Chiri Regular            | Zone Keffa                    |
| Felege Selam             | Zone Keffa                    |
| Gimbo                    | Zone Keffa                    |
| Wacha                    | Zone Keffa                    |
| Tembaro                  | Zone Kembata Alaba et Tembaro |
| Alcho Werero             | Zone Silte                    |
| Dalocha                  | Zone Silte                    |
| Kibet                    | Zone Silte                    |
| Lanfaro                  | Zone Silte                    |
| Masha                    | Zone Sheka                    |
| Tepi                     | Zone Sheka                    |
| Aleta Wondo              | Zone Sidama                   |
| Arbegona                 | Zone Sidama                   |
| Aroresa                  | Zone Sidama                   |
| Belela                   | Zone Sidama                   |
| Benisa                   | Zone Sidama                   |
| Burisa                   | Zone Sidama                   |
| Chuko                    | Zone Sidama                   |
| Dara                     | Zone Sidama                   |
| Dese                     | Zone Sidama                   |
| Duba                     | Zone Sidama                   |
| Goriche                  | Zone Sidama                   |
| Guguma                   | Zone Sidama                   |
| Hagere Selam             | Zone Sidama                   |
| Leku                     | Zone Sidama                   |
| Centeriya                | Zone Sidama                   |
| Shafna                   | Zone Sidama                   |
| Tula                     | Zone Sidama                   |
| Yirba                    | Zone Sidama                   |
| Bako Gazer 1er           | Zone Sud Omo                  |
| Bako Gazer 2e            | Zone Sud Omo                  |
| Geleb Special            | Zone Sud Omo                  |
| Keyafer Regular          | Zone Sud Omo                  |
| Male Special             | Zone Sud Omo                  |
| Tsemay Special           | Zone Sud Omo                  |
| Boloso Sorie 1er         | Zone Wolaita                  |
| Boloso Sorie 2e          | Zone Wolaita                  |
| Boloso Sorie 3e          | Zone Wolaita                  |
| Damot Weide 1er          | Zone Wolaita                  |
| Kindo Koyisha 1er        | Zone Wolaita                  |
| Kindo Koyisha 2e         | Zone Wolaita                  |
| Ofa                      | Zone Wolaita                  |
| Sodo Zuria 1er           | Zone Wolaita                  |
| Sodo Zuria 2e            | Zone Wolaita                  |
| Tebela                   | Zone Wolaita                  |
| Arbaminch                | Zone Gamo Gofa                |
| Chenicha                 | Zone Gamo Gofa                |
| Derashe Special          | Zone Gamo Gofa                |
| Dita                     | Zone Gamo Gofa                |
| Wenago 2e                | Zone Gedeo                    |
| Enemor & Aner 1er        | Zone Gurage                   |
| Enemor & Aner 2e         | Zone Gurage                   |
| Eza 1er                  | Zone Gurage                   |
| Eza 2e                   | Zone Gurage                   |
| Gumer 2e                 | Zone Gurage                   |
| Kokir                    | Zone Gurage                   |
| Emdeber                  | Zone Gurage                   |
| Welqite                  | Zone Gurage                   |
| Meskan et Mereko 1er     | Zone Gurage                   |
| Meskan et Mereko 2e      | Zone Gurage                   |
| Sodo                     | Zone Gurage                   |
| Awasa                    | Zone Sidama                   |
| Damot Gale 1er           | Zone Wolaita                  |
| Damot Gale 2e            | Zone Wolaita                  |
| Konteb 1er               | Zone Hadiya                   |
| Konteb 2e                | Zone Hadiya                   |
| Konteb 3e                | Zone Hadiya                   |
| Lemo 1er                 | Zone Hadiya                   |
| Seqe 1er                 | Zone Hadiya                   |
| Seqe 2e                  | Zone Hadiya                   |
| Soro 1er                 | Zone Hadiya                   |
| Angacha 2e               | Zone Kembata Alaba et Tembaro |
| Kacha-Bira               | Zone Kembata Alaba et Tembaro |
| Kedida Gamela 1er        | Zone Kembata Alaba et Tembaro |
| Kedida Gamela 2e         | Zone Kembata Alaba et Tembaro |
| Angacha 1er              | Zone Kembata Alaba et Tembaro |
| Sheko Special            | Zone Bench Maji               |

### Circonscriptions de l'ÉtatOromia
| Circonscriptions          | Zone                |
| ------------------------- | ------------------- |
| Abomisa                   | Zone Arsi           |
| Arboye                    | Zone Arsi           |
| Aseko                     | Zone Arsi           |
| Belé                      | Zone Arsi           |
| Chanicho/Golelicha        | Zone Arsi           |
| Chole                     | Zone Arsi           |
| Iteya                     | Zone Arsi           |
| Robé                      | Zone Arsi           |
| Saguré                    | Zone Arsi           |
| Shirka                    | Zone Arsi           |
| Ticho                     | Zone Arsi           |
| Kula                      | Zone Arsi           |
| Asela                     | Zone Arsi           |
| Bekoji 2e                 | Zone Arsi           |
| Dera                      | Zone Arsi           |
| Ogolechi                  | Zone Arsi           |
| Bekoji 1er                | Zone Arsi           |
| Kersa                     | Zone Arsi           |
| Agarefa Gasera            | Zone Balé           |
| Kokosa                    | Zone Ouest Arsi     |
| Shashemene 1er            | Zone Ouest Arsi     |
| Shashemene 2e             | Zone Ouest Arsi     |
| Arsi Negele               | Zone Ouest Arsi     |
| Kofele 1er                | Zone Ouest Arsi     |
| Kofele 2e                 | Zone Ouest Arsi     |
| Dodola                    | Zone Ouest Arsi     |
| Adaba                     | Zone Ouest Arsi     |
| Siraro 1er                | Zone Ouest Arsi     |
| Siraro 2e                 | Zone Ouest Arsi     |
| Asasa                     | Zone Ouest Arsi     |
| Ginir                     | Zone Balé           |
| Goba                      | Zone Balé           |
| Goro                      | Zone Balé           |
| Jara                      | Zone Balé           |
| Mena                      | Zone Balé           |
| Sinana                    | Zone Balé           |
| Yabelo                    | Zone Borena         |
| Hagere Mariam             | Zone Borena         |
| Melika Sedo               | Zone Borena         |
| Moyale                    | Zone Borena         |
| Kibre Menigist            | Zone Guji           |
| Negelé                    | Zone Guji           |
| Uraga                     | Zone Guji           |
| Bore                      | Zone Guji           |
| Alemaya 2e                | Zone Est Hararghe   |
| Bedeno                    | Zone Est Hararghe   |
| Beroda                    | Zone Est Hararghe   |
| Boko                      | Zone Est Hararghe   |
| Chelenko 1er              | Zone Est Hararghe   |
| Chelenko 2e               | Zone Est Hararghe   |
| Deder 1er                 | Zone Est Hararghe   |
| Deder 2e                  | Zone Est Hararghe   |
| Fugnanbira                | Zone Est Hararghe   |
| Girawa                    | Zone Est Hararghe   |
| Hare Wacha                | Zone Est Hararghe   |
| Kersa 1er                 | Zone Est Hararghe   |
| Kersa 2e                  | Zone Est Hararghe   |
| Kurfachele                | Zone Est Hararghe   |
| Alemaya 1er               | Zone Est Hararghe   |
| Kombolcha (Est Hararghe)  | Zone Est Hararghe   |
| Bediesa                   | Zone Ouest Hararghe |
| Chiro 1er                 | Zone Ouest Hararghe |
| Chiro 2e                  | Zone Ouest Hararghe |
| Chiro 3e                  | Zone Ouest Hararghe |
| Doba                      | Zone Ouest Hararghe |
| Habro 1er                 | Zone Ouest Hararghe |
| Habro 2e                  | Zone Ouest Hararghe |
| Hirna                     | Zone Ouest Hararghe |
| Kemona                    | Zone Ouest Hararghe |
| Messela                   | Zone Ouest Hararghe |
| Micheta                   | Zone Ouest Hararghe |
| Miaso                     | Zone Ouest Hararghe |
| Bedele                    | Zone Illubabor      |
| Bilonopa                  | Zone Illubabor      |
| Chora                     | Zone Illubabor      |
| Darimo                    | Zone Illubabor      |
| Dembi                     | Zone Illubabor      |
| Gechi Borecha             | Zone Illubabor      |
| Goré                      | Zone Illubabor      |
| Meku                      | Zone Illubabor      |
| Metu                      | Zone Illubabor      |
| Uka                       | Zone Illubabor      |
| Yayo                      | Zone Illubabor      |
| Dedo 1er                  | Zone Jimma          |
| Dedo 2e                   | Zone Jimma          |
| Dimtu                     | Zone Jimma          |
| Gatira                    | Zone Jimma          |
| Gera                      | Zone Jimma          |
| Guma 1er                  | Zone Jimma          |
| Guma 2e                   | Zone Jimma          |
| Jimma Kerisa              | Zone Jimma          |
| Limu Kose 1er             | Zone Jimma          |
| Limu Kose 2e              | Zone Jimma          |
| Limu Seka                 | Zone Jimma          |
| Mana Wereda               | Zone Jimma          |
| Omonada 1er               | Zone Jimma          |
| Omonada 2e                | Zone Jimma          |
| Seka/Che/Sa 1er           | Zone Jimma          |
| Seka/Che/Sa 2e            | Zone Jimma          |
| Sekura                    | Zone Jimma          |
| Jimma ville               | Zone Jimma          |
| Adama 3e                  | Zone Est Shoa       |
| Alem Tena                 | Zone Est Shoa       |
| Dugida/Meki               | Zone Est Shoa       |
| Ziway                     | Zone Est Shoa       |
| Adama 1er                 | Zone Est Shoa       |
| Adea 1er                  | Zone Est Shoa       |
| Adea 2e                   | Zone Est Shoa       |
| Akaki                     | Zone Est Shoa       |
| Mojo                      | Zone Est Shoa       |
| Wolenchiti                | Zone Est Shoa       |
| Adama 2e                  | Zone Est Shoa       |
| Degem                     | Zone Nord Shoa      |
| Abotedera                 | Zone Nord Shoa      |
| Kimbibit                  | Zone Nord Shoa      |
| Kuyu                      | Zone Nord Shoa      |
| Seluleta et Mulo          | Zone Nord Shoa      |
| Wichale et Jida           | Zone Nord Shoa      |
| Yaya Gulelé Debre Libanos | Zone Nord Shoa      |
| Berehe Alelitu            | Zone Nord Shoa      |
| Girar Jareso              | Zone Nord Shoa      |
| Werejarso                 | Zone Nord Shoa      |
| Tej                       | Zone Sud-ouest Shoa |
| Wolisso 2e                | Zone Sud-ouest Shoa |
| Lemon                     | Zone Sud-ouest Shoa |
| Alem Gena 1er             | Zone Sud-ouest Shoa |
| Alem Gena 2e              | Zone Sud-ouest Shoa |
| Becho                     | Zone Sud-ouest Shoa |
| Tikur Inchené             | Zone Sud-ouest Shoa |
| Woliso 1er                | Zone Sud-ouest Shoa |
| Wonchi                    | Zone Sud-ouest Shoa |
| Addis Alem                | Zone Ouest Shoa     |
| Wolemera                  | Zone Ouest Shoa     |
| Adea Berga                | Zone Ouest Shoa     |
| Ambo 1er                  | Zone Ouest Shoa     |
| Ambo 2e                   | Zone Ouest Shoa     |
| Bako Tibie                | Zone Ouest Shoa     |
| Cheliya 1er               | Zone Ouest Shoa     |
| Cheliya 2e                | Zone Ouest Shoa     |
| Dano                      | Zone Ouest Shoa     |
| Dendi 1er                 | Zone Ouest Shoa     |
| Dendi 2e                  | Zone Ouest Shoa     |
| Jelidu                    | Zone Ouest Shoa     |
| Gendeberet Kachisa        | Zone Ouest Shoa     |
| Meta Robi                 | Zone Ouest Shoa     |
| Nono                      | Zone Ouest Shoa     |
| Ayana                     | Zone Est Welega     |
| Galo                      | Zone Est Welega     |
| Gelilla                   | Zone Est Welega     |
| Ano                       | Zone Est Welega     |
| Diga Kolobo               | Zone Est Welega     |
| Sibu Sire                 | Zone Est Welega     |
| Jimma Arijo               | Zone Est Welega     |
| Nekemit                   | Zone Est Welega     |
| Nunu                      | Zone Est Welega     |
| Gute                      | Zone Est Welega     |
| Ayira Guliso              | Zone Ouest Wellega  |
| Biegi                     | Zone Ouest Wellega  |
| Nolie Kaba 1er            | Zone Ouest Wellega  |
| Nolie Kaba 2e             | Zone Ouest Wellega  |
| Segno Gebeya              | Zone Ouest Wellega  |
| Yobido                    | Zone Ouest Wellega  |
| Enango Bila               | Zone Ouest Wellega  |
| Gimbi                     | Zone Ouest Wellega  |
| Guyu Genet                | Zone Ouest Wellega  |
| Mendi                     | Zone Ouest Wellega  |
| Nejo                      | Zone Ouest Wellega  |
| Lalo                      | Zone Qelem Wellega  |
| Tejo                      | Zone Qelem Wellega  |
| Qaqe                      | Zone Qelem Wellega  |
| Gidami                    | Zone Qelem Wellega  |
| Kebie                     | Zone Qelem Wellega  |
| Demidolo                  | Zone Qelem Wellega  |
| Alibo                     | Zone Horo Gudru     |
| Fincha                    | Zone Horo Gudru     |
| Kombolcha (Est Welega)    | Zone Horo Gudru     |
| Shambu                    | Zone Horo Gudru     |

### Circonscriptions de l'ÉtatSomali
| Circonscriptions | Zone           |
| ---------------- | -------------- |
| Chereti          | Zone Afder     |
| Elkere           | Zone Afder     |
| Hargele          | Zone Afder     |
| Aware            | Zone Degehabur |
| Degahabur        | Zone Degehabur |
| Degehamdo        | Zone Degehabur |
| Est Gashamo      | Zone Degehabur |
| Fiq 1er          | Zone Fiq       |
| Fiq 2e           | Zone Fiq       |
| Segeg            | Zone Fiq       |
| Godé             | Zone Gode      |
| Kelafo           | Zone Gode      |
| Jijiga 1er       | Zone Jijiga    |
| Jijiga 2e        | Zone Jijiga    |
| Kebribeyah       | Zone Jijiga    |
| Kebridahar       | Zone Korahe    |
| Filtu            | Zone Liben     |
| Aisha            | Zone Shinile   |
| Shinile          | Zone Shinile   |
| Erer             | Zone Shinile   |
| Boh et Danot     | Zone Werder    |
| Geladen          | Zone Werder    |
| Werder           | Zone Werder    |

### Circonscriptions de l'État duTigré
| Circonscriptions     | Zone            |
| -------------------- | --------------- |
| Adoua ville          | Zone centre     |
| Merebleke            | Zone centre     |
| Mahibere Digo        | Zone centre     |
| Maykinetal           | Zone centre     |
| Wukiro (centre)      | Zone centre     |
| Workamba             | Zone centre     |
| Geter Adoua          | Zone centre     |
| Agibe                | Zone centre     |
| Axum                 | Zone centre     |
| Debire Genet         | Zone centre     |
| Enticho              | Zone centre     |
| Hahayile             | Zone centre     |
| Nebelet              | Zone centre     |
| Humera               | Zone ouest      |
| Adi Remeste          | Zone ouest      |
| Adigrat              | Zone est        |
| Wukiro (est)         | Zone est        |
| Sinkata              | Zone est        |
| Astebi Wemberta      | Zone est        |
| Bizet                | Zone est        |
| Erob Special         | Zone est        |
| Hawzien              | Zone est        |
| Gulemikada/Zalanbesa | Zone est        |
| Alamata              | Zone sud        |
| Ambalagé             | Zone sud        |
| Maychew              | Zone sud        |
| Ofila/Korem          | Zone sud        |
| Kunama Special       | Zone nord-ouest |
| Tahitay Qoraro       | Zone nord-ouest |
| Selekleka            | Zone nord-ouest |
| Shiraro              | Zone nord-ouest |
| Tselemt              | Zone nord-ouest |
| Asgede Tsembela      | Zone nord-ouest |
| Samire Dengolat      | Zone sud-est    |
| Abyi Adi             | Zone sud-est    |
| Adigudem             | Zone sud-est    |
| Quiha                | Zone sud-est    |
| Mekele               | Zone Mekele     |